# Campeonato Mundial de Atletismo de 2007 - 100 m feminino
A competição dos 100 metros feminino no Campeonato Mundial de Atletismo de 2007 foi realizada no Estádio Nagai, em Osaka, no Japão, nos dias 26 e 27 de agosto de 2007.

## Recordes
Antes desta competição, os recordes mundiais e do campeonato nesta prova eram os seguintes.
| Tipo                  | Atleta                   | Tempo | Local        | Data                 | Ref |
| --------------------- | ------------------------ | ----- | ------------ | -------------------- | --- |
|                       | Florence Griffith Joyner | 10.49 | Indianápolis | 16 de julho de 1988  | ver |
| Recorde do campeonato | Marion Jones             | 10.70 | Sevilha      | 28 de agosto de 1999 | ver |

## Medalhistas
| Ouro                    | Prata                 | Bronze                |
| Veronica Campbell (JAM) | Lauryn Williams (USA) | Carmelita Jeter (USA) |

## Calendário
Todos os horários estão no horário local (UTC+9)
| Data         | Horário | Fase             |
| ------------ | ------- | ---------------- |
| 26 de agosto | 11:40   | Eliminatórias    |
| 26 de agosto | 20:35   | Quartas de final |
| 27 de agosto | 20:00   | Semifinal        |
| 27 de agosto | 22:20   | Final            |

## Resultados

### Eliminatórias
Qualificação: Os 3 primeiros de cada bateria (Q) e os 8 melhores tempos (q) avançam para as quartas de final.
Bateria 1
| Pos. | Raia | Atleta                | Nacionalidade  | Tempo | Notas           |
| ---- | ---- | --------------------- | -------------- | ----- | --------------- |
| 1    | 9    | Carmelita Jeter       | Estados Unidos | 11.07 | Q               |
| 2    | 2    | Kim Gevaert           | Bélgica        | 11.09 | Q,              |
| 3    | 4    | Susanthika Jayasinghe | Sri Lanka      | 11.13 | Q,              |
| 4    | 7    | Merlene Ottey         | Eslovênia      | 11.64 |                 |
| 5    | 3    | Inna Eftimova         | Bulgária       | 11.66 |                 |
| 6    | 8    | Nataliya Pohrebnyak   | Ucrânia        | 11.71 |                 |
| 7    | 5    | Fatou Tiyana          | Gâmbia         | 12.44 | Recorde pessoal |
| 8    | 6    | Jenny Keni            | Ilhas Salomão  | 13.31 |                 |

Bateria 2
| Pos. | Raia | Atleta                     | Nacionalidade          | Tempo | Notas            |
| ---- | ---- | -------------------------- | ---------------------- | ----- | ---------------- |
| 1    | 5    | Veronica Campbell          | Jamaica                | 11.33 | Q                |
| 2    | 8    | Laura Turner               | Grã-Bretanha           | 11.43 | Q                |
| 3    | 3    | Lucimar Aparecida de Moura | Brasil                 | 11.49 | Q                |
| 4    | 1    | Mae Koime                  | Papua-Nova Guiné       | 11.64 |                  |
| 5    | 4    | Anastasiya Vinogradova     | Cazaquistão            | 11.74 |                  |
| 6    | 6    | Marestella Torres          | Filipinas              | 12.44 | Recorde pessoal  |
| 7    | 7    | Yvonne Bennett             | Marianas Setentrionais | 13.16 | Recorde nacional |
| 8    | 2    | Shokhida Ziyaeva           | Tajiquistão            | 13.16 |                  |
| 9    | 9    | Aleksandra Vojneska        | Macedónia              | 13.24 |                  |

Bateria 3
| Pos. | Raia | Atleta                | Nacionalidade            | Tempo | Notas                |
| ---- | ---- | --------------------- | ------------------------ | ----- | -------------------- |
| 1    | 2    | Sally McLellan        | Austrália                | 11.14 | Q,                   |
| 2    | 5    | Tezzhan Naimova       | Bulgária                 | 11.15 | Q                    |
| 3    | 7    | Tahesia Harrigan      | Ilhas Virgens Britânicas | 11.26 | Q                    |
| 4    | 4    | Affoue Amandine Allou | Costa do Marfim          | 11.27 | q,                   |
| 5    | 9    | Verena Sailer         | Alemanha                 | 11.33 | q                    |
| 6    | 1    | Valentina Nazarova    | Turquemenistão           | 12.02 | Recorde da temporada |
| 7    | 8    | Charlene Attard       | Malta                    | 12.06 |                      |
| 8    | 6    | Selloane Tsoaeli      | Lesoto                   | 13.29 | Recorde pessoal      |
| 9    | 3    | Sry Hang              | Camboja                  | 13.55 |                      |

Bateria 4
| Pos. | Raia | Atleta                     | Nacionalidade                   | Tempo | Notas                |
| ---- | ---- | -------------------------- | ------------------------------- | ----- | -------------------- |
| 1    | 3    | Christine Arron            | França                          | 11.27 | Q                    |
| 2    | 7    | Debbie Ferguson-McKenzie   | Bahamas                         | 11.36 | Q                    |
| 3    | 6    | Ivet Lalova                | Bulgária                        | 11.47 | Q                    |
| 4    | 9    | Irina Khabarova            | Rússia                          | 11.49 | q                    |
| 5    | 4    | Nombulelo Constance Mkenku | África do Sul                   | 11.50 | q                    |
| 6    | 2    | Momoko Takahashi           | Japão                           | 11.98 |                      |
| 7    | 5    | Barbara Rustignoli         | San Marino                      | 13.33 | Recorde da temporada |
| 8    | 8    | Maria Ikelap               | Estados Federados da Micronésia | 13.93 | Recorde da temporada |

Bateria 5
| Pos. | Raia | Atleta              | Nacionalidade       | Tempo | Notas                |
| ---- | ---- | ------------------- | ------------------- | ----- | -------------------- |
| 1    | 7    | Chandra Sturrup     | Bahamas             | 11.32 | Q                    |
| 2    | 6    | Kerron Stewart      | Jamaica             | 11.35 | Q                    |
| 3    | 4    | Sasha Springer      | Trinidad e Tobago   | 11.50 | Q                    |
| 4    | 8    | Guzel Khubbieva     | Uzbequistão         | 11.59 |                      |
| 5    | 9    | Carima Louami       | França              | 11.59 |                      |
| 6    | 2    | Gloria Diogo        | São Tomé e Príncipe | 12.21 | Recorde da temporada |
| 7    | 3    | Sze-Min Choo        | Singapura           | 12.29 | Recorde da temporada |
| 8    | 5    | Loi Ieong           | Macau               | 12.76 | Recorde da temporada |
| 9    | 1    | Fathia Ali Bouraleh | Djibuti             | 14.14 |                      |

Bateria 6
| Pos. | Raia | Atleta               | Nacionalidade  | Tempo | Notas                |
| ---- | ---- | -------------------- | -------------- | ----- | -------------------- |
| 1    | 2    | Mechelle Lewis       | Estados Unidos | 11.16 | Q                    |
| 2    | 4    | Sheri-Ann Brooks     | Jamaica        | 11.29 | Q                    |
| 3    | 1    | Montell Douglas      | Grã-Bretanha   | 11.39 | Q                    |
| 4    | 9    | Daria Korczyńska     | Polónia        | 11.41 | q                    |
| 5    | 3    | Ekaterina Grigorieva | Rússia         | 11.44 | q                    |
| 6    | 7    | Kin Yee Wan          | Hong Kong      | 12.12 |                      |
| 7    | 5    | Elis Lapenmal        | Vanuatu        | 13.10 | Recorde pessoal      |
| 8    | 8    | Lilly Pine           | Kiribati       | 13.86 | Recorde pessoal      |
| 9    | 6    | Waseelah Fadhl Saad  | Iêmen          | 14.31 | Recorde da temporada |

Bateria 7
| Pos. | Raia | Atleta               | Nacionalidade  | Tempo | Notas           |
| ---- | ---- | -------------------- | -------------- | ----- | --------------- |
| 1    | 9    | Yevgeniya Polyakova  | Rússia         | 11.30 | Q               |
| 2    | 7    | Lauryn Williams      | Estados Unidos | 11.41 | Q               |
| 3    | 6    | Johanna Manninen     | Finlândia      | 11.52 | Q               |
| 4    | 3    | Paulette Zang-Milama | Gabão          | 11.53 |                 |
| 5    | 2    | Myriam Leonie Mani   | Camarões       | 11.55 |                 |
| 6    | 8    | Tamicka Clarke       | Bahamas        | 11.59 |                 |
| 7    | 5    | Florence Dembert     | Chade          | 13.01 | Recorde pessoal |
| 8    | 4    | Fatima Mohammadi     | Afeganistão    | 16.17 | Recorde pessoal |

Bateria 8
| Pos. | Raia | Atleta              | Nacionalidade  | Tempo | Notas                |
| ---- | ---- | ------------------- | -------------- | ----- | -------------------- |
| 1    | 4    | Torri Edwards       | Estados Unidos | 11.14 | Q                    |
| 2    | 7    | Oludamola Osayomi   | Nigéria        | 11.15 | Q,                   |
| 3    | 6    | Vida Anim           | Gana           | 11.22 | Q,                   |
| 4    | 3    | Jeanette Kwakye     | Grã-Bretanha   | 11.26 | q,                   |
| 5    | 1    | Sherry Fletcher     | Granada        | 11.28 | q                    |
| 6    | 5    | Milena Milašević    | Montenegro     | 12.24 | Recorde nacional     |
| 7    | 2    | Rosa Mystique Jones | Nauru          | 12.69 | Recorde da temporada |
| 8    | 9    | Felicia Saburo      | Palau          | 13.40 | Recorde pessoal      |
| 9    | 8    | Bounkou Camara      | Mauritânia     | 13.93 | Recorde da temporada |

### Quartas de final
Qualificação: Os 4 primeiros de cada bateria avançam para as semifinais.
Bateria 1
| Pos. | Raia | Atleta                     | Nacionalidade            | Tempo | Notas |
| ---- | ---- | -------------------------- | ------------------------ | ----- | ----- |
| 1    | 4    | Torri Edwards              | Estados Unidos           | 11.13 | Q     |
| 2    | 7    | Kerron Stewart             | Jamaica                  | 11.20 | Q     |
| 3    | 5    | Oludamola Osayomi          | Nigéria                  | 11.21 | Q     |
| 4    | 6    | Yevgeniya Polyakova        | Rússia                   | 11.24 | Q     |
| 5    | 3    | Sherry Fletcher            | Granada                  | 11.32 |       |
| 6    | 8    | Tahesia Harrigan           | Ilhas Virgens Britânicas | 11.33 |       |
| 7    | 2    | Lucimar Aparecida de Moura | Brasil                   | 11.61 |       |
| -    | 9    | Nombulelo Constance Mkenku | África do Sul            | DNS   |       |

Bateria 2
| Pos. | Raia | Atleta                | Nacionalidade   | Tempo | Notas                |
| ---- | ---- | --------------------- | --------------- | ----- | -------------------- |
| 1    | 6    | Veronica Campbell     | Jamaica         | 11.08 | Q                    |
| 2    | 4    | Kim Gevaert           | Bélgica         | 11.15 | Q                    |
| 3    | 7    | Carmelita Jeter       | Estados Unidos  | 11.17 | Q                    |
| 4    | 5    | Laura Turner          | Grã-Bretanha    | 11.32 | Q                    |
| 5    | 3    | Irina Khabarova       | Rússia          | 11.38 | Recorde da temporada |
| 6    | 8    | Affoue Amandine Allou | Costa do Marfim | 11.57 |                      |
| -    | 2    | Susanthika Jayasinghe | Sri Lanka       | DSQ   |                      |
| -    | 9    | Johanna Manninen      | Finlândia       | DSQ   |                      |

Bateria 3
| Pos. | Raia | Atleta                   | Nacionalidade  | Tempo | Notas |
| ---- | ---- | ------------------------ | -------------- | ----- | ----- |
| 1    | 6    | Christine Arron          | França         | 11.17 | Q     |
| 2    | 7    | Sheri-Ann Brooks         | Jamaica        | 11.23 | Q     |
| 3    | 5    | Mechelle Lewis           | Estados Unidos | 11.25 | Q     |
| 4    | 4    | Debbie Ferguson-McKenzie | Bahamas        | 11.29 | Q     |
| 5    | 9    | Ivet Lalova              | Bulgária       | 11.33 |       |
| 6    | 2    | Montell Douglas          | Grã-Bretanha   | 11.43 |       |
| 7    | 3    | Verena Sailer            | Alemanha       | 11.43 |       |
| 8    | 8    | Daria Korczyńska         | Polónia        | 11.44 |       |

Bateria 4
| Pos. | Raia | Atleta               | Nacionalidade     | Tempo | Notas |
| ---- | ---- | -------------------- | ----------------- | ----- | ----- |
| 1    | 7    | Chandra Sturrup      | Bahamas           | 11.15 | Q,    |
| 2    | 6    | Lauryn Williams      | Estados Unidos    | 11.16 | Q     |
| 3    | 4    | Tezzhan Naimova      | Bulgária          | 11.21 | Q     |
| 4    | 5    | Sally McLellan       | Austrália         | 11.31 | Q     |
| 5    | 9    | Vida Anim            | Gana              | 11.36 |       |
| 6    | 8    | Jeanette Kwakye      | Grã-Bretanha      | 11.40 |       |
| 7    | 2    | Ekaterina Grigorieva | Rússia            | 11.49 |       |
| 8    | 3    | Sasha Springer       | Trinidad e Tobago | 11.56 |       |

### Semifinal
Qualificação: Os 4 primeiros de cada bateria avançam para as finais.
Bateria 1
| Pos. | Raia | Atleta            | Nacionalidade  | Tempo | Notas |
| ---- | ---- | ----------------- | -------------- | ----- | ----- |
| 1    | 7    | Torri Edwards     | Estados Unidos | 11.02 | Q     |
| 2    | 5    | Lauryn Williams   | Estados Unidos | 11.09 | Q,    |
| 3    | 4    | Kerron Stewart    | Jamaica        | 11.12 | Q     |
| 4    | 3    | Oludamola Osayomi | Nigéria        | 11.18 | Q     |
| 5    | 2    | Tezzhan Naimova   | Bulgária       | 11.18 |       |
| 6    | 6    | Chandra Sturrup   | Bahamas        | 11.22 |       |
| 7    | 9    | Laura Turner      | Grã-Bretanha   | 11.32 |       |
| 8    | 8    | Sally McLellan    | Austrália      | 11.32 |       |

Bateria 2
| Pos. | Raia | Atleta                   | Nacionalidade  | Tempo | Notas |
| ---- | ---- | ------------------------ | -------------- | ----- | ----- |
| 1    | 7    | Veronica Campbell        | Jamaica        | 10.99 | Q     |
| 2    | 6    | Christine Arron          | França         | 11.04 | Q,    |
| 3    | 5    | Kim Gevaert              | Bélgica        | 11.06 | Q,    |
| 4    | 3    | Carmelita Jeter          | Estados Unidos | 11.08 | Q     |
| 5    | 8    | Mechelle Lewis           | Estados Unidos | 11.16 |       |
| 6    | 2    | Yevgeniya Polyakova      | Rússia         | 11.16 |       |
| 7    | 4    | Sheri-Ann Brooks         | Jamaica        | 11.21 |       |
| 8    | 9    | Debbie Ferguson-McKenzie | Bahamas        | 11.25 |       |

### Final
A final ocorreu dia 27 de agosto às 22:20.
| Pos.              | Atleta            | Nacionalidade  | Tempo | Notas                |
| ----------------- | ----------------- | -------------- | ----- | -------------------- |
| Medalha de ouro   | Veronica Campbell | Jamaica        | 11.01 |                      |
| Medalha de prata  | Lauryn Williams   | Estados Unidos | 11.01 | Recorde da temporada |
| Medalha de bronze | Carmelita Jeter   | Estados Unidos | 11.02 | Recorde pessoal      |
| 4                 | Torri Edwards     | Estados Unidos | 11.05 |                      |
| 5                 | Kim Gevaert       | Bélgica        | 11.05 | Recorde da temporada |
| 6                 | Christine Arron   | França         | 11.08 |                      |
| 7                 | Kerron Stewart    | Jamaica        | 11.12 |                      |
| 8                 | Oludamola Osayomi | Nigéria        | 11.26 |                      |

Legenda
| Recorde mundial       | Recorde mundial (World record)               |                       | Recorde africano                      | Recorde africano (African) |                                           | Q | Classificado por posição (Qualified) |
| Recorde do campeonato | Recorde do campeonato (Championship record)  | Recorde da América    | Recorde da América (Americas)         | q                          | Classificado por melhor tempo (Qualified) |   |                                      |
| Melhor marca do ano   | Melhor marca do ano (World leading)          | Recorde asiático      | Recorde asiático (Asian)              | DNS                        | Não largou (Did not start)                |   |                                      |
| Recorde nacional      | Recorde nacional (National record)           | Recorde europeu       | Recorde europeu (European)            | DNF                        | Não terminou (Did not finish)             |   |                                      |
| Recorde pessoal       | Recorde pessoal do atleta (Personal best)    | Recorde da Oceania    | Recorde da Oceania (Oceania)          | DSQ / DQ                   | Desclassificado (Disqualified)            |   |                                      |
| Recorde da temporada  | Recorde da temporada do atleta (Season best) | Recorde sul-americano | Recorde sul-americano (South America) | NM                         | Sem marca (No mark)                       |   |                                      |